# Guus Hoes
Augustinus Petrus Gerardus Henricus (Guus) Hoes (Tilburg, 22 maart 1945 – Westerschouwen, 4 juli 1986) was een Nederlands acteur.
Guus Hoes kreeg zijn opleiding aan de Toneelacademie Maastricht waar hij in 1966 eindexamen deed. Daarna ging hij aan het werk als acteur en regieassistent bij de Haagse Comedie. Hij overleed geheel onverwacht op 41-jarige leeftijd.
Hij was een broer van de acteurs Hans Hoes, Paul Hoes en Pieter Hoes en de vader van acteur Geert Hoes. Isa Hoes en Onno Hoes zijn verre familieleden van Guus Hoes (zelfde betovergrootvader).

## Film
- 1981 – Rigor Mortis
- 1982 – Johnnie
- 1983 – De lift

## Televisie
- 1966–1967 – Eindelijk vakantie
- 1967–1968 – Een avond uit
- 1975–1976 – Hof van Holland
- 1975–1976 – Cyrano de Bergerac
- 1976–1979 – Pommetje Horlepiep
- 1981–1982 – Er waren twee koningskinderen
- 1984 – Oma Fladder
- 1985 – Het dagboek van Anne Frank
- 1986 - Dossier Verhulst - afl. 5, De Verzoening.